# Гаджет и Гаджетините
„Гаджет и Гаджетините“ (на английски: Gadget & the Gadgetinis) е анимационен сериал и продължение на сериала „Инспектор Гаджет“ от 1983 г. Сериалът е копродукция между Fox Kids Europe, DIC Entertainment Corporation, френското анимационно студио SIP Animation, френския телевизионен оператор M6 Métropole Télévision, британската телевизия Channel 5 и италианския канал Mediatrade S.P.A. Сериалът е първоначално показан от MIPTV Media Market през 2002 г.
Сериалът към 2024 г. е собственост на WildBrain.

## В България
В България сериалът се излъчва по Би Ти Ви около 2005 – 2006 г. като част от блока на „Джетикс“.